# Mahō shōjo

Wikipe-tan, la mascotte degli anime e dei manga su Wikipedia, vestita da streghetta

Il mahō shōjo (魔法少女? lett. "ragazza magica") è un sottogenere shōjo. Detto anche majokko (魔女っ子? lett. "streghetta"), termine più adottato anche in Italia, questo sottogenere nasce dalla fusione fra commedia e fantasy o anche fantastico e fantascienza unendo, a grandi linee, i classici temi romantici e sentimentali dello shōjo con elementi prettamente di stampo magico o fantastico.
Genere a prima vista frivolo, ha in realtà favorito, grazie alla sua malleabilità tematica, l'avvicinarsi di un pubblico maschile allo shōjo. Giocando su quell'intrigante contrasto o conflitto rappresentato dalle protagoniste, sempre in bilico tra il mascolino e il femminile, l'infantile e il maturo e l'indifeso e il potente, esso si è continuamente saputo evolvere negli anni muovendosi fra il sentimentale, la commedia e il fantastico. La popolarità di questo genere ha fatto sì che, nel tempo, quasi tutti i grandi maestri dell'animazione nipponica, da Osamu Tezuka ad Hayao Miyazaki, da Hideaki Anno a Kunihiko Ikuhara, ci si confrontassero almeno una volta, facendolo diventare un classico.
La prima serie majokko è stata Sally la maga del 1966.

## Sottogeneri
Il genere mahō shōjo può essere suddiviso in tre grandi sottogeneri a sua volta: streghette, maghette ed eroine.
- Le streghette sono ragazzine extraterrestri o con identità soprannaturale con poteri già acquisiti dalla nascita e che spesso sviluppano crescendo. Solitamente possiedono degli oggetti magici per discendenza familiare, ma possono fare magie anche senza di essi. A volte nelle streghette può sussistere lo schema narrativo della "missione". La prima majokko dell'animazione nipponica, Sally la maga, è una streghetta. Altri esempi celebri sono Bia, la sfida della magia, Ransie la strega, Il magico mondo di Gigì, Dolceluna ed il più recente Sugar Sugar Rune.
- Le maghette sono ragazzine terrestri a cui è donato un potere magico. Di solito ricevono i poteri da creature fatate o extraterrestri, per qualche motivo, che donano loro degli oggetti incantati dalle svariate forme (ciondolo, bacchetta, braccialetto, fiocco o altri accessori). Nella maggior parte dei casi toccando o concentrandosi su questi oggetti e dicendo delle formule magiche, attraversano una trasformazione più o meno complessa da un corpo a un altro (da umano a animale o da umano a umano) per giungere a un cambiamento d'identità. La prima maghetta dell'animazione nipponica è Stilly protagonista della serie Lo specchio magico del 1969. Altri esempi celebri sono L'incantevole Creamy, le cosiddette "maghette dello studio Pierrot" e Magica DoReMi, di cui diverse serie.
- Le eroine sono di solito giovani ragazze con poteri speciali, che spesso devono combattere il male per proteggere la Terra o i loro amici. Per quanto riguarda questo genere non si parla realmente di magia, ma di poteri sovraumani (tecnologici o alieno-divini) acquisiti in differenti modi per qualche motivo. Alla base di tale genere nella maggior parte dei casi c'è l'idea della missione e del conseguente schema di battaglie in cui si distinguono un gruppo di buoni e di cattivi. In ogni caso, le protagoniste non sono quasi mai indifese anche nella loro forma naturale, in quanto tendono a imparare arti marziali ed esercizi acrobatici per potenziare i loro poteri. Le protagoniste combattono quasi sempre per cause idealistiche come l'amore, la pace e la speranza, ma mai per vendetta. La prima eroina dell'animazione nipponica è la protagonista dell'omonima serie Hela Supergirl del 1971. Altri esempi celebri sono Cutie Honey e Cybernella.
  - Sentai mono (戦隊モノ? "gruppo d'attacco"). È un ulteriore sottogenere di quest'ultima categoria sugli/le eroi/eroine in cui il/la protagonista non è unico/a, ma solitamente un gruppetto di combattenti o guerrieri che lottano contro creature più o meno maligne che desiderano conquistare o distruggere la Terra. In questo caso spesso può sussistere una combinazione dei singoli poteri per creare un attacco super potenziato. Gli eroi in gruppo spesso imparano il valore dell'amicizia e della collaborazione. Legato esclusivamente a eroi maschili, negli anni novanta, con la serie Sailor Moon, nasce il primo sentai mono che ha come protagoniste esclusivamente delle ragazze, chiudendo quel simbolico cerchio del riscatto dell'identità femminile anche nel ruolo di eroine unite in gruppo. Da questo momento in poi, in molte serie di genere majokko, anche se non di carattere prettamente "eroico", verrà spesso affiancata alla magia ed ai sentimenti una buona dose di azione. Altri esempi di sentai mono "al femminile", dopo Sailor Moon, sono le più recenti Wedding Peach - I tanti segreti di un cuore innamorato, Tokyo Mew Mew - Amiche vincenti, Mermaid Melody - Principesse sirene e Pretty Cure. Come le maghette, le eroine possono avere un oggetto magico usato per attaccare e/o trasformarsi. Spesso l'oggetto in questione può essere diverso per ogni guerriera (es. Tokyo Mew Mew - Amiche vincenti) o uguale, ma con qualche differenza (colore, alcuni particolari, potere, uso ecc.) alcuni esempi possono essere Sailor Moon, Pretty Cure e Mermaid Melody - Principesse sirene.

## Ibridi
Fra questi tre sottogeneri principali esistono numerosi casi di "ibridismo". Il più simbolico attualmente può essere considerato il caso della serie-saga di fine millennio Magica Doremì, in cui cinque ragazzine terrestri acquisiscono dei poteri per diventare un sentai mono di streghe a tutti gli effetti, unendo quindi tutti i tre sottogeneri di base e chiudendo il cerchio ideale del genere majokko.
Altri esempi di ibridismo sono dati dalle serie i cui protagonisti possiedono poteri innati, o acquisiti misteriosamente, ma di tipo esper come in Martina e il campanello misterioso o poteri di carattere "tecno-fantasy" come in Una porta socchiusa ai confini del sole e Yui - Ragazza virtuale.

## Mascotte
Uno degli elementi principali che accomuna tutte le serie di genere mahō shōjo è il personaggio della mascotte. Tutte le protagoniste di queste serie, infatti, non sono quasi mai sole nelle proprie avventure essendo sempre presente accanto a loro almeno una creatura aliena o fatata parlante, spesso dalle sembianze animali, che svolge il ruolo di "tutore" o "protettore" sempre pronto ad offrire i suoi consigli e ad aiutarle in situazioni difficili. Nelle serie in cui le protagoniste sono delle streghette, la mascotte a volte tende ad essere definita famiglio. Alcuni esempi di mascotte sono: Luna (Sailor Moon), Mipple e Mepple (Pretty Cure) ed Eufonia (Magica DoReMi).
La prima mascotte dell'animazione nipponica è Buk, cane dell'eroina dell'omonima serie Hela Supergirl del 1971.

## Lista di anime del genere mahō shōjo
| anno | titolo                                                 | tipo                | note |
| ---- | ------------------------------------------------------ | ------------------- | --- |
| 1966 | Sally la maga                                          | streghetta          | prima serie, sequel nel 1989 |
| 1969 | Lo Specchio Magico                                     | maghetta            | prima serie, remake nel 1988 e nel 1996 |
| 1970 | Una sirenetta fra noi                                  | streghetta          | - |
| 1971 | Hela Supergirl                                         | maghetta            | - |
| 1971 | I bon bon magici di Lilly                              | maghetta            | - |
| 1972 | Chappy                                                 | streghetta          | - |
| 1973 | Cybernella                                             | maghetta            | - |
| 1973 | Cutie Honey                                            | eroina              | prima serie, sequel nel 1994, 1997, 2004 e 2018 |
| 1974 | Bia - La sfida della magia                             | streghetta          | - |
| 1978 | Lilli, un guaio tira l'altro                           | streghetta          | - |
| 1979 | Lulù l'angelo tra i fiori                              | maghetta            | - |
| 1980 | Lalabel                                                | streghetta          | - |
| 1982 | Il magico mondo di Gigì                                | streghetta          | prima serie, sequel nel 1991 |
| 1982 | Ransie la strega                                       | streghetta          | - |
| 1983 | L'incantevole Creamy                                   | maghetta            | - |
| 1984 | Evelyn e la magia di un sogno d'amore                  | maghetta            | - |
| 1985 | Magica magica Emi                                      | maghetta            | - |
| 1986 | Sandy dai mille colori                                 | maghetta            | - |
| 1987 | Martina e il campanello misterioso                     | eroina              | - |
| 1989 | Un regno magico per Sally                              | maghetta            | seconda serie, prequel nel 1966 |
| 1990 | Dolceluna                                              | streghetta          | - |
| 1992 | Mary Bell                                              | streghetta          | - |
| 1992 | Sailor Moon                                            | eroina              | sentai mono; prima serie;, sequel nel 1993, 1994, 1995 e 1996, remake nel 2014                                                                               |
| 1992 | Un fiocco per sognare, un fiocco per cambiare          | maghetta            | - |
| 1993 | È un po' magia per Terry e Maggie                      | streghetta          | - |
| 1994 | Cutey Honey - La combattente dell'amore                | eroina              | seconda serie, prequel nel 1973, sequel nel 1997, 2004 e 2018                                                                                                |
| 1994 | Akazukin Chacha                                        | eroina              | - |
| 1994 | Una porta socchiusa ai confini del sole                | eroina              | sentai mono |
| 1995 | Magica Pretty Sammy                                    | eroina              | - |
| 1995 | Ririka, SOS!                                           | eroina              | - |
| 1995 | I tanti segreti di un cuore innamorato - Wedding Peach | eroina              | sentai mono |
| 1996 | Card Captor Sakura                                     | eroina              | prima serie, sequel nel 2018 |
| 1996 | Il club della magia!                                   | maghetta            | sentai mono |
| 1997 | Cutie Honey Flash                                      | eroina              | terza serie, prequel nel 1973 e nel 1994, sequel nel 2004 e nel 2018                                                                                         |
| 1997 | Luna principessa argentata                             | streghetta          | - |
| 1998 | Fancy Lala                                             | maghetta            | - |
| 1998 | SuperDoll Rika-chan                                    | eroina              | - |
| 1999 | Jeanne, la ladra del vento divino                      | eroina              | - |
| 1999 | Magica Doremì                                          | maghetta            | sentai mono; prima serie, sequel nel 2000, 2001 e 2002 |
| 1999 | Yui - Ragazza virtuale                                 | eroina              | sentai mono |
| 2001 | Gira il mondo principessa stellare                     | streghetta          | - |
| 2001 | Pretear - La leggenda della nuova Biancaneve           | eroina              | - |
| 2001 | Puni Puni Poemi                                        | maghetta            | - |
| 2002 | Full Moon - Canto d'amore                              | maghetta            | - |
| 2002 | Mew Mew - Amiche vincenti                              | eroina              | sentai mono; prima serie, remake nel 2022 |
| 2002 | Princess Tutu - Magica ballerina                       | eroina              | - |
| 2003 | Principesse sirene - Mermaid Melody                    | eroina              | sentai mono; prima serie, sequel nel 2004 |
| 2003 | Streghe per amore                                      | streghetta          | - |
| 2004 | Re: Cutie Honey                                        | eroina              | quarta serie; prequel nel 1973, 1994 e 1997, sequel nel 2018                                                                                                 |
| 2004 | Mahō shōjo Lyrical Nanoha                              | eroina              | prima serie, sequel nel 2005, 2007 e 2015 |
| 2004 | Pretty Cure                                            | eroina              | sentai mono; prima serie, sequel nel 2005, 2006, 2007, 2008, 2009, 2010, 2011, 2012, 2013, 2014, 2015, 2016, 2017, 2018, 2019, 2020, 2021, 2022, 2023 e 2024 |
| 2005 | Sugar Sugar                                            | streghetta          | - |
| 2005 | Twin Princess - Principesse gemelle                    | streghetta          | prima serie, sequel nel 2006 |
| 2007 | Karin piccola dea                                      | eroina              | - |
| 2007 | Shugo Chara - La magia del cuore                       | maghetta            | prima serie, sequel nel 2008 e nel 2009 |
| 2009 | Jewelpet                                               | maghetta/streghetta | prima serie, sequel nel 2010, 2011, 2012, 2013, 2014 e 2015                                                                                                  |
| 2010 | Piccole principesse Lil'Pri                            | eroina              | - |
| 2011 | Puella Magi Madoka Magica                              | eroina              | sentai mono |
| 2013 | Day Break Illusion - Il sole penetra le illusioni      | eroina              | sentai mono |
| 2014 | Yūki Yūna wa yūsha de aru                              | eroina              | sentai mono; prima serie, sequel nel 2017 e nel 2021 |
| 2016 | Magical Girl Raising Project                           | maghetta            | sentai mono |
| 2018 | Cutie Honey Universe                                   | eroina              | quinta serie; prequel nel 1973, 1994, 1997 e 2004 |
| 2018 | Magical Girl Site                                      | maghetta            | sentai mono |
| 2018 | Magical Girl Ore                                       | maghetta            | sentai mono |
| 2019 | Magical Girl Spec-Ops Asuka                            | eroina              | sentai mono |
| 2026 | Magical Sisters Lulutto Lilly                          | maghetta            | - |